# Corny Casanovas
Corny Casanovas é um filme de curta metragem estadunidense de 1952, dirigido por Jules White. Filmado de 3 a 5 de dezembro de 1951, é o 139º de um total de 190 filmes da série com os Três Patetas, produzida pela Columbia Pictures entre 1934 e 1959.
Um remake de 1957 (Rusty Romeos) incluiria muitas cenas deste.

## Enredo
Os Três Patetas estão para se casarem em poucas horas e iniciam felizes a arrumação da casa para a chegada das noivas. As tradicionais trapalhadas se sucedem: Shemp tenta por um prego na parede e, ao não achar um martelo, usa um revólver. A arma dispara e chamusca o cabelo de Moe que grita de dor. Em seguida, o trio tenta revestir um sofá e Shemp martela uma tacha na mão de Moe. Larry tem uma ideia e pega uma espingarda automática, colocando no cano tachas através de um funil. Em seguida, a dispara como uma metralhadora, costurando o forro em metade do sofá. Quando vai terminar o serviço, Shemp o atrapalha e ele atinge as nádegas de Moe. Este resolve ele mesmo carregar a arma com as tachas mas ao pô-las na boca, acaba engolindo-as. Larry pega um imã e consegue retirar os objetos.
Depois, o trio se separa e vai até a casa das respectivas noivas. Mas não sabem que todas elas são uma mesma mulher, a vigarista Mabel (Connie Cezan). Larry e depois Moe chegam e dão uma aliança para Mabel que pede que fiquem no quarto quando ouve a "mãe chegar" (na verdade, um dos outros Patetas batendo à porta). Shemp chega por último e Moe e Larry o surpreendem com Mabel. Os três começam a brigar e no meio da confusão acertam Mabel no rosto com um bolo atirado. Furiosa, a mulher se limpa e ao voltar, desacorda os três e vai embora carregando as alianças na bolsa.